# Clifford et ses amis acrobates
Pour plus de détails, voir Fiche technique et Distribution.
Clifford et ses amis acrobates (Clifford's Really Big Movie) est un film d'animation américain, produit par les studios Scholastic et distribué par Warner Bros. Pictures, sorti en 2004.
C'est une adaptation de la série d'animation Clifford le gros chien rouge (Clifford the Big Red Dog) diffusée de 2000 à 2003. John Ritter prête de nouveau sa voix au protagoniste en version originale.

## Fiche technique
- Titre original : Clifford's Really Big Movie
- Titre français : Clifford et ses amis acrobates
- Pays d'origine :  États-Unis
- Langue : Français
- Duree : 74 minutes (1 h 14)
- Dates de sortie :
  -  États-Unis : 20 février 2004
  -  France : 2015

## Distribution

### Voix originales
- John Ritter : Clifford, the Big Red Dog
- Wayne Brady : Shackelford
- Grey DeLisle : Emily Elizabeth Howard
- Jenna Elfman : Dorothy
- Judge Reinhold : Larry Gablegobble
- John Goodman : George Wolfsbottom
- Jess Harnell : Dirk
- Dirk Mitchell : T-Bone
- Cree Summer : Cleo
- Wilmer Valderrama : Rodrigo

### Voix françaises
- Jacques Frantz : George Wolfsbottom

## Accueil
Le film a reçu un accueil mitigé de la critique. Il obtient un score moyen de 49 % sur Metacritic.